# Hyperbaenus ebneri
Hyperbaenus ebneri är en insektsart som beskrevs av Heinrich Hugo Karny 1932. Hyperbaenus ebneri ingår i släktet Hyperbaenus och familjen Gryllacrididae. Inga underarter finns listade i Catalogue of Life.